# Ґердан
Ґерда́н (від крим. gerdan, گَرْدَنْ, «ґєрда́н» — «шия»; силянка, драбинка, галочка, пупчики) — шийна бісерна прикраса для чоловіків та жінок у вигляді вузької стрічки, виготовленої з різноколірних намистин, нанизаних на нитяну, чи волосяну основу, що утворюють строкатий геометричний, а часом рослинний орнамент.  Спершу ці прикраси були створені для чоловіків. Вигляд ґердану ніс в собі інформацію про статус чоловіка: чим пишніший ґердан – тим поважніший господар. Пізніше і жінки підхопили тенденцію одягати ґердан.  
Синоніми — ґерда́ник, ґерда́нка, ґе́рда, лу́чка, кри́за — си́лянка, сильо́ванка, силенка, плете́нка, плеті́нка, драби́нка, о́чко, га́лочка, пу́пчики, ла́нка.

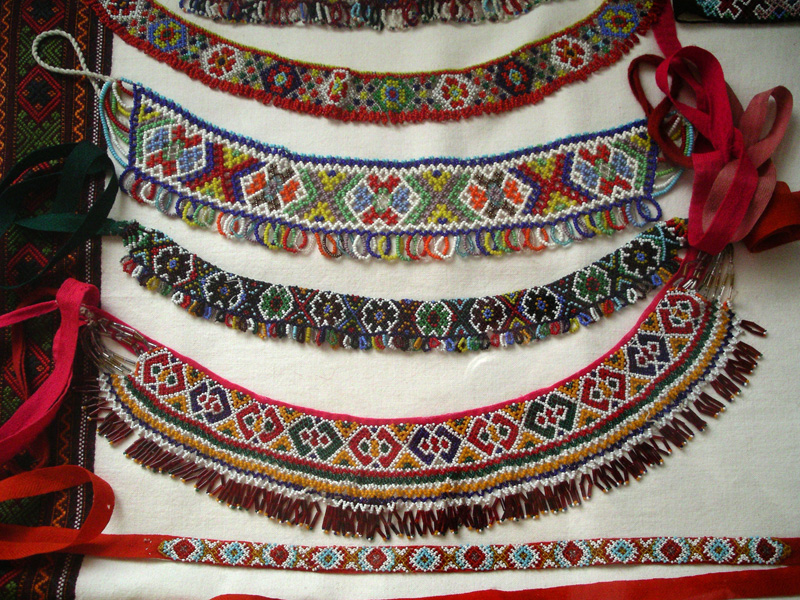
Ґердани та силянки в колекції Музею народного мистецтва Гуцульщини та Покуття ім. Йосафата Кобринського в Коломиї

Іноді на Львівщині ґердани мали вигляд широкого кольорового коміра, що закривав усі груди. Орнамент і його колорит зазвичай узгоджувалися з вишивками певної місцевості на сорочках. Часто ґердани мають форму петлі з суцільної або ажурної смужки різної ширини, яка одягається через голову на шию; з'єднані спереду медальйоном кінці прикрашають груди.
На сході України ця прикраса була невідома, траплялася на Поділлі та Волині, а в Галичині була надзвичайно поширена.
Ймовірно, силянка прийшла до Галичини з Угорщини. Подібні до ґерданів вироби, що називаються маржеле (margele), також поширені в румунській частині Буковини[джерело?].
У 2021 році в Краєзнавчому музеї Івано-Франківська майстри встановили рекорд України, представивши на виставці 2629 традиційних ґерданів ручної роботи. Майстриня Галина Кутащук із Криворівні вдома зберігає силянки, яким понад 200 років.
Покутські ґердани із села Русова яскраві, на помаранчевому тлі, різноколірні, але переважає червоний. Є взори коломийські та яворівські. Гуцульським, переважно на чорному тлі, близько сотні років, на синіх стрічках — косівські, їм не менше 70 років.
У 2023 році внесено до Національного переліку нематеріальної культурної спадщини під іменуванням «Традиційні жіночі прикраси із бісеру на Прикарпатті».

## Лемківська кривулька
Кривулька є найхарактернішим елементом лемківських прикрас. Вони набули поширення на Лемківщини в міжвоєнний період, замінивши дуже дорогі коралові намиста. Часто помилково називають криза.
До середини 20-го століття його носили з урочистим вбранням поверх сорочки та «лейбика» (різновид корсета), але його також носили як прикрасу до повсякденного одягу, якщо жінка могла дозволити собі мати кілька кривульок. Прикраси з бісеру носили як дівчата, так і зрілі жінки.
Лемківська кривулька з околиць Команчі внесена у список нематеріальної спадщини ЮНЕСКО.

### Розмір та матеріали для лемківської кривульки
На Бойківщині в містах Смерек і Раб прикраси із бісеру з геометричним візерунком, скріпленими ззаду гачками, називалися драбинками, мали ширину близько 3 см. В околицях Криниці шийні прикраси нагадувала ажурну сітку, тоді як кривульки з Команчі мали форму, схожу на комір. На Лемківщині ширина орнаменту з бісеру зазвичай становила 10–15 см, хоча на Команчі вони були ще більшими. Перед Другою світовою війною їх могли дозволити собі носити лише найзаможніші жінки через високу вартість матеріалів. Корову можна було купити більш ніж у шість разів дорожче за бісер і нитки, необхідні для виготовлення кривулі.